# Bestandspflege (Bibliothek)
Die Bestandspflege in Bibliotheken umfasst alle zur Verwaltung des Bibliotheksbestandes anfallenden Tätigkeiten.
Alle Bibliotheken, vor allem solche mit einem größeren wertvollen Altbestand, haben mit den verschiedenartigen Problemen wie Papierzerfall, Schimmel, Einbandschäden etc. zu kämpfen. Bücher und Zeitschriften müssen auf ihren äußeren Zustand geprüft und gegebenenfalls gereinigt, repariert oder neu eingebunden werden, um ihre Benutzbarkeit sicherzustellen. Zur Bestandspflege gehört auch die Makulierung nicht mehr brauchbarer Titel sowie Maßnahmen zur Mikroverfilmung und zur Digitalisierung von Bibliotheksbeständen.
In den folgenden Bundesländern gibt es konkrete rechtliche Vorschriften für die Aussonderungen von Werken aus den Präsenzbeständen:
- Baden-Württemberg (2015),
- Bayern (1998, Richtlinien für die Aussonderung, Archivierung sowie Bestandserhaltung von Bibliotheksgut in den Bayerischen Staatlichen Bibliotheken[2]),
- Brandenburg (1994),
- Hamburg (1989),
- Mecklenburg-Vorpommern (2014),
- Rheinland-Pfalz (2012),
- Sachsen (2001/13),
- Sachsen-Anhalt (2008).